# Совпартшкольный переулок
Совпартшко́льный переу́лок — улица в Томске. От Набережной реки Томи до Большой Подгорной улицы.

## История
Первоначальное название Приюто-Духовской частично связано с учреждённым в 1844 году А. И. Поповым располагавшимся здесь Мариинским приютом (в здании на углу с улицей Розы Люксембург — дом 17), строительство и содержание приюта финансировал И. Д. Асташев.
Другой приют — родильный — появился здесь в 1896 году (угол с Большой Подгорной улицей). При этом приюте был открыт профильный институт, готовивший акушерок, в нём преподавал И. Н. Грамматикати.
Вторая часть названия определилась из-за пересечения с Духовской (ныне — Карла Маркса) улицей, церковь Сошествия Святого Духа располагалась на месте современного дома N°24.
В 1897 году в переулке, в специально возведённой постройке на пересечении с Духовским переулком, разместилась томская женская Мариинская гимназия (ныне — улица Карла Маркса, дом 21 — старое здание школы N°3).
Современное название было впервые предложено в мае 1920 года и было связано с партийной школой, располагавшейся в бывшем особняке И. И. Смирнова (Кооперативный переулок, дом 5). Тогда, однако, переименование не состоялось. Также несостоявшимися оказались предложения о переименовании Приюто-Духовского в переулок Карла Маркса (1925) и Школьный переулок (1927). Наконец, в 1928 году переулок всё же переименовали в Совпартшкольный.

## Известные здания

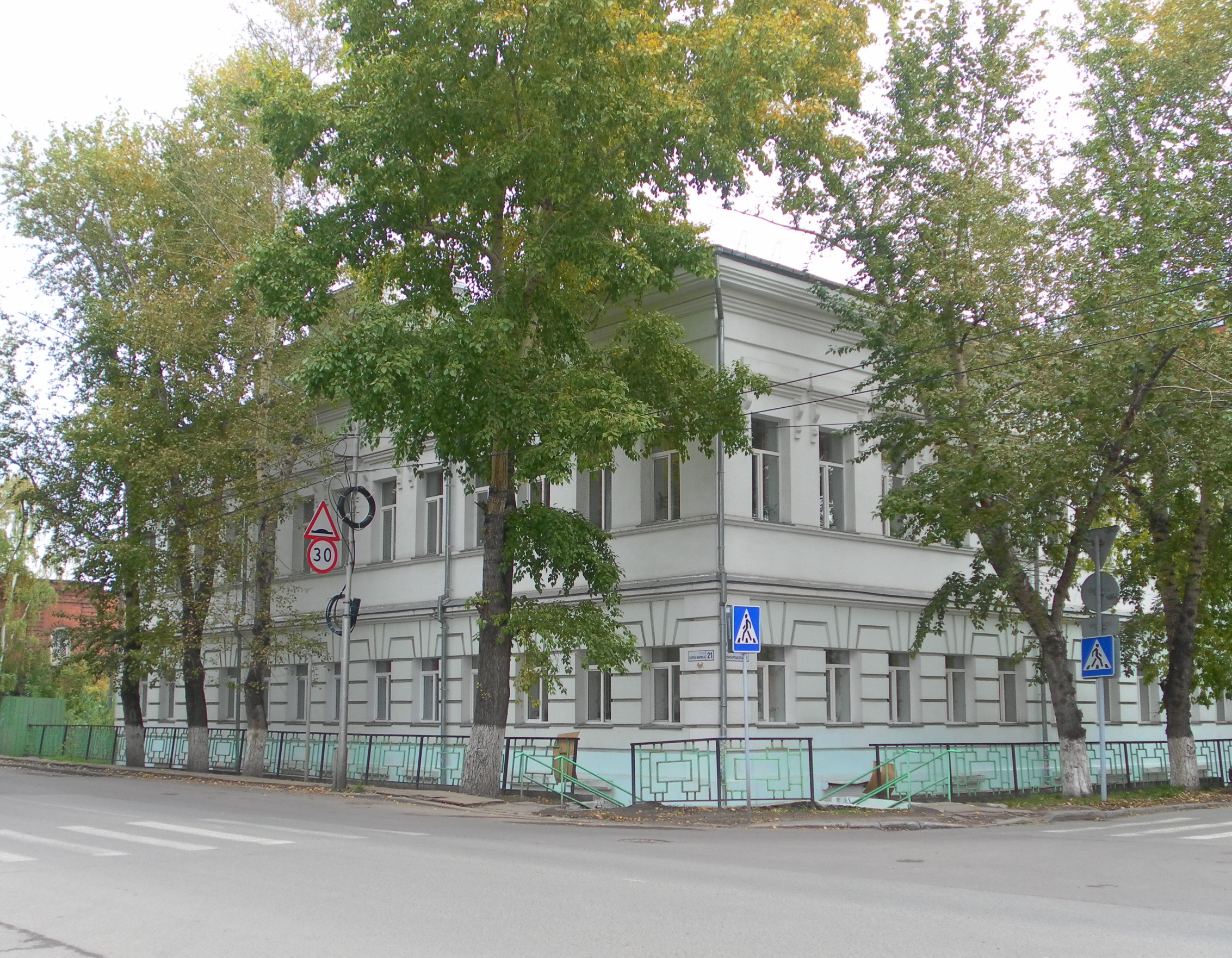
бывшая Мариинская женская гимназия

Средняя школа № 3 (улица Карла Маркса, д. 21), старый корпус школы — бывшая Мариинская женская гимназия (1897, архитектор П. Ф. Федоровский)
Мариинский приют (улица Розы Люксембург, д. 17)